# Raymond Ruys
Raymond Ruys (1886-1956) was een Antwerpse edelsmid.
Op de wereldtentoonstelling van 1930 te Antwerpen behaalde Raymond Ruys een Grote Prijs met zijn inzending, een ensemble van 48 zilveren unica’s met gehamerd oppervlak, onder andere geïnspireerd op niet-Europese culturen. Deze voorwerpen, waartoe ook deze vaas gerekend mag worden, blonken niet alleen uit in originaliteit, maar ook in vakmanschap. De vaas is op de bodem gemerkt met het gehaltemerk 950 in een rechthoek en het winkeliersmerk R.RUYS eveneens in een rechthoek. Op de hals van de vaas staat de signatuur R.RUYS. De vaas is sinds 2005 in het bezit van het Zilvermuseum Sterckshof (inv.nr. S2005/122).

## Biografie
In 1919 volgde Raymond Ruys zijn vader op als eigenaar van het huis Ruys. Raymond beperkte zich niet tot de verkoop. Hij ontwierp specifiek voor de wereldtentoonstelling van 1930 in Antwerpen een reeks unieke stukken in gehamerd zilver, onder andere geïnspireerd op niet-Europese culturen. Zijn inzending werd bekroond met een Grote Prijs.
Na de Tweede Wereldoorlog bleef Ruys zilver van Delheid verkopen, maar bestelde net zo goed shakers bij Alfred Roger et fils, eveneens gevestigd te Brussel.
Ruys was gehuwd met Julia Somers.